# 7-ма повітряна армія (СРСР)
Сьо́ма пові́тряна а́рмія (7 ПА) — авіаційне об'єднання, повітряна армія військово-повітряних сил СРСР під час радянсько-німецької війни. Брала участь у веденні бойових дій у ході радянсько-фінської війни 1941–1944.

## Історія
Сформована 1 грудня 1942 на підставі наказу НКО СССР від 10 листопада 1942 на базі управління і частин ВПС Карельського фронту у складі 258-ї і 259-ї винищувальних, 260-ї штурмової і 261-ї бомбардувальної авіадивізій. У взаємодії з ВПС Північного флоту ударами по аеродромах на кандалакшському і мурманському напрямах армія сприяла проводці судів США і Великої Британії до Мурманська і забезпечувала транспортування вантажів по Кировської залізниці.
У червні-серпні 1944 армія брала участь в Свірсько-Петрозаводській наступальній операції, здійснювала авіаційну підтримку військ при форсуванні р. Свір, прориві оборони противника і висадці десантів Ладозькою і Онезькою військовими флотиліями.
У жовтні армія притягувалася для підтримки військ 14-ї армії в Петсамо-Кіркенеській стратегічній наступальній операції.
15 листопада 1944 армія була виведена в резерв Ставки ВГК. У березні 1945 р. передислокована на Далекий Схід, 1 квітня розформована, особовий склад її польового управління переведений на доукомплектування штабу 9-ї повітряної армії.
За роки Німецько-радянської війни армія зробила близько 60 тис. літако-вильотів, брала участь в одній повітряній операції.

## Склад
- 258 винищувальна авіаційна дивізія (вад) (10.11.42 — ?)
- 259 вад (10.11.42 — 07.43)
- 260 бомбардувальна авіаційна дивізія (бад) (10.11.42 — ?)
- 261 змішана авіаційна дивізія (зад) (10.11.42 — ?)
- 257 зад переформована на 257 вад
- 324 вад (11.44)
- 858 вап/шап (09.44 — ?)
- 108 окрема розвідувальна ескадрилья (орае)
- 119 орае (01.44 — ?)

## Командування
- Командувачі:
  - генерал-майор авіації, з травня 1943 генерал-лейтенант авіації, з листопада 1944 генерал-полковник авіації Соколов І. М. (10 листопада 1942 — 28 червня 1945).
- Члени військової ради:
  - бригадний комісар, з 20 грудня 1942 генерал-майор авіації Хоробрих Ф. М. (25 листопада 1942 — 3 липня 1943);
  - полковник, з 2 листопада 1944 генерал-майор авіації Сергеев І. І. (03.07.1943 — 14.11.1944),
- Начальники штабів:
  - полковник, з квітня 1943 генерал-майор Белов І. М. (листопад 1942 — лютий 1943 та червень 1944 — лютий 1945);
  - полковник Свешников Б. Ф. (лютий 1943 — червень 1944);
  - генерал-майор авіації Степанов А. В. (лютий — квітень 1945).